# Rezolucje Rady Bezpieczeństwa ONZ z roku 1954
Stałe miejsca w Radzie Bezpieczeństwa ONZ w 1954 posiadały:
- Francja
- Republika Chińska
- Stany Zjednoczone
- Wielka Brytania
- ZSRR

W roku 1954 członkami niestałymi Rady były:
- Brazylia
- Dania
- Kolumbia
- Liban
- Nowa Zelandia
- Turcja

## Rezolucje
Rezolucje Rady Bezpieczeństwa ONZ przyjęte w roku 1954: 
- 104 (w sprawie Gwatemali)
- 105 (w sprawie Międzynarodowego Trybunału Sprawiedliwości)